# João Emanuel Carneiro
João Emanuel Carneiro (Río de Janeiro, 17 de febrero de 1970) es un guionista, director de cine y autor de telenovelas, series y miniseries brasileño.

## Biografía
Comenzó a colaborar a los catorce años como caricaturista Ziraldo guionando histórias em quadrinhos.
A los veintidós, él fue premiado como guionista del cortometraje Zero a Zero y optó definitivamente por esta profesión. Además de este, el también colaboró en los guiones de filmes como Central do Brasil, O Primeiro Dia, Cronicamente Inviável, Orfeu, Deus é brasileiro y Castelo Rá-Tim-Bum. En TV, fue colaborador de Maria Adelaide Amaral en las miniseries A Muralha (2000) y Os Maias (2001) y de Euclydes Marinho en la novela Desejos de Mulher (2002).
La primeira novela como autor titular fue El color del pecado (2004), en la cual cuenta con supervision de texto del renombrado novelista Silvio de Abreu. El color del pecado fue un gran suceso, la mayor audiencia entre las novelas de las siete desde A Viagem, de Ivani Ribeiro, en (1994). El suceso marcó 43 puntos de media general para la novela, audiencia digna de novela de las 21.
En 2006 escribió Cobras & Lagartos, en reemplazo de la fracasada Bang Bang, de Mário Prata. Tuvo la misión, bien lograda, de recuperar la audiencia perdida para la competencia TV Record, que ganaba con el suceso Prova de Amor, de Tiago Santiago, excolaborador en textos de novelas de la Globo. Y lo consiguió, la novela registró 39 puntos de media general, siendo así la segunda mayor audiencia de Novela de las 19 horas de esta categoría, perdiendo apenas con El color del pecado, la novela del mismo autor.
Em 2009 supervisó su primera novela, Cuna de gato, de Duca Rachid y Thelma Guedes en el horario de las 18 horas.
João Emanuel Carneiro es medio hermano de la actriz Cláudia Ohana e hijo de la escritora, antropóloga y crítica de arte Lélia Coelho Frota.

### Horario estelar
En 2008, escribió La favorita, su primera novela de las 21, entrando en lugar de Benedito Ruy Barbosa, que no hace más novelas para el horario (la última fue Esperança). La favorita tuvo 197 capítulos, finalizando el 16 de enero de 2009, donde João Emanuel Carneiro consiguió cautivar al público con el sufrimiento de Donatela (protagonista de la novela, interpretada por Cláudia Raia), y las maldades de Flora, (antagonista interpretada por Patrícia Pillar). La novela terminó con 40 puntos de promedio, siendo un suceso más del autor.

### Consagración
La consagración definitiva, y como el más prominente novelista de la nueva generación, fue con el mega hit mundial Avenida Brasil (2012), que paró al país con la implacable saga de Nina (Débora Falabella), una joven que arma un plan de venganza contra su ex-madrastra, Carmen Lucía (Adriana Esteves), responsable por la muerte de su padre y por haberla abandonado en un tiradero de basura. Elegido en el mismo año por la Revista Época como uno de los 100 brasileños más influyentes del año.

### Villanas
Carneiro creó villanas antológicas en la televisión brasileña. En todas sus novelas, sin excepción, nos encontramos con una rubia fatal creada para atormentar la vida de los protagonistas de la trama. 
La primera de ellas fue Bárbara (Giovanna Antonelli) en El color del pecado, seguida por Leona (Carolina Dieckmann) en Cobras & Lagartos, ambas en el horario de las siete. Después de esos dos sucesos seguidos, João fue promovido al horario de las nueve con La favorita y creó a la psicópata Flora (Patrícia Pillar), que muchos consideran la "más malvada de las novelas brasileñas", votación promovida por el sitio UOL. Más recientemente, João nos presentó a la villana Carmen Lucía, Carminha (Adriana Esteves) en Avenida Brasil que no solo se robó las escenas en toda la novela, como también ya será recordada como una de las principales antagonistas de la TV brasileña.
Su actual villana es la ambiciosa y estafadora "Atena Terremolinos", interpretada nuevamente por Giovanna Antonelli en "A Regra do Jogo", nueva novela de las nueve del autor para la Rede Globo, que está sucediendo "Babilônia".

## Carrera

### Televisión
| Año  | Trabajo                                     | Emisora    | Rol                 | Socios titulares                             |
| 2000 | A Muralha                                   | Rede Globo | Colaborador         | Maria Adelaide Amaral                        |
| 2001 | Os Maias                                    | Rede Globo | Colaborador         | Maria Adelaide Amaral                        |
| 2002 | Desejos de Mulher                           | Rede Globo | Colaborador         | Euclydes Marinho                             |
| 2003 | Brava Gente (especial) - O Crime Imperfeito | Rede Globo | Autor principal     |                                              |
| 2004 | El color del pecado                         | Rede Globo | Autor principal     | Silvio de Abreu                              |
| 2006 | Cobras & Lagartos                           | Rede Globo | Autor principal     |                                              |
| 2008 | La favorita                                 | Rede Globo | Autor principal     |                                              |
| 2009 | Cuna de gato                                | Rede Globo | Supervisor de texto | Thelma Guedes e Duca Rachid                  |
| 2010 | A Cura                                      | Rede Globo | Autor principal     | Marcos Bernstein                             |
| 2012 | Avenida Brasil                              | Rede Globo | Autor principal     |                                              |
| 2014 | Segunda Dama                                | Rede Globo | Supervisor de texto | Heloísa Périssé, Paula Amaral e Isabel Muniz |
| 2015 | Reglas del juego                            | Rede Globo | Autor principal     |                                              |
| 2018 | Nuevo sol                                   | Rede Globo | Autor Principal     |                                              |
| 2022 | Todas las flores                            | Rede Globo | Autor Principal     |                                              |

### Cine

#### Como Guionista
| Año  | Film                       | Rol             |
| ---- | -------------------------- | --------------- |
| 1991 | Zero a Zero                | Autor Principal |
| 1998 | Central do Brasil          | Autor Principal |
| 1998 | O Primeiro Dia             | Autor Principal |
| 1999 | Orfeu                      | Adaptación      |
| 1999 | Castelo Rá-Tim-Bum, o Film | Adaptación      |
| 1999 | Bem-vindos ao Paraíso      | Adaptación      |
| 2000 | Cronicamente Inviável      | Adaptación      |
| 2001 | A Partilha                 | Autor Principal |
| 2001 | Filho Predileto            | Remake          |
| 2001 | Um Crime Nobre             | Adaptación      |
| 2002 | Seja o que Deus Quiser!    | Adaptación      |
| 2003 | Deus É Brasileiro          | Adaptación      |
| 2003 | Cristina Quer Casar        | Autor Principal |
| 2004 | A Dona da História         | Autor Principal |
| 2004 | Redentor                   | Autor Principal |

#### Como director
| Año  | Film          | Notas |
| ---- | ------------- | ----- |
| 1991 | Zero a Zero   |       |
| 1994 | Pão de Açúcar |       |

## Premios
| Año  | Premiaciones                           | Categoría                | Trabajo             | Resultado |
| ---- | -------------------------------------- | ------------------------ | ------------------- | --------- |
| 1998 | Prêmio Estação Botafogo                | Guionista del Año        | Central do Brasil   | Ganador   |
| 1998 | Satellite Awards                       | Mejor Guion Original     | Central do Brasil   | Nominado  |
| 2004 | Prêmio APCA                            | Mejor Revelación         | El color del pecado | Ganador   |
| 2005 | Prêmio Contigo! de TV                  | Mejor Autor              | El color del pecado | Nominado  |
| 2008 | Prêmio Extra de Televisão              | Mejor Novela             | La favorita         | Ganador   |
| 2008 | Prêmio Faz Diferença do jornal O Globo | Revista da TV            | La favorita         | Ganador   |
| 2008 | Prêmio Quem de Televisão               | Mejor Autor              | La favorita         | Ganador   |
| 2008 | Prêmio APCA                            | Mejor Novela             | La favorita         | Ganador   |
| 2009 | Prêmio Qualidade Brasil                | Mejor Novela             | La favorita         | Ganador   |
| 2009 | Prêmio Qualidade Brasil                | Mejor Autor              | La favorita         | Ganador   |
| 2009 | Prêmio Contigo! de TV                  | Mejor Novela             | La favorita         | Ganador   |
| 2009 | Prêmio Contigo! de TV                  | Mejor Autor              | La favorita         | Ganador   |
| 2009 | Troféu Imprensa                        | Mejor Novela             | La favorita         | Ganador   |
| 2009 | Troféu Internet                        | Mejor Novela             | La favorita         | Ganador   |
| 2012 | Prêmio Extra de Televisão              | Mejor Novela             | Avenida Brasil      | Ganador   |
| 2012 | Prêmio APCA                            | Grande Prêmio da Crítica | Avenida Brasil      | Ganador   |
| 2012 | Prêmio Quem de Televisão               | Mejor Autor              | Avenida Brasil      | Ganador   |
| 2013 | Troféu Imprensa                        | Mejor Novela             | Avenida Brasil      | Ganador   |
| 2013 | Troféu Internet                        | Mejor Novela             | Avenida Brasil      | Ganador   |
| 2013 | Prêmio Contigo! de TV                  | Mejor Novela             | Avenida Brasil      | Ganador   |
| 2013 | Prêmio Contigo! de TV                  | Mejor Autor              | Avenida Brasil      | Ganador   |
| 2013 | Prémio Emmy Internacional              | Mejor Telenovela         | Avenida Brasil      | Nominado  |